# Take Care of My Little Girl
Take Care of My Little Girl is een Amerikaanse dramafilm uit 1951 onder regie van Jean Negulesco.

## Verhaal
Liz Erickson is een naïef, jong meisje, dat gaat studeren aan de universiteit. Ze is dolgelukkig, als ze wordt toegelaten tot een sociëteit. Al spoedig wordt ze het mikpunt van achterklap en afpersing door vileine medestudenten.

## Rolverdeling
| Acteur          | Personage        |
| --------------- | ---------------- |
| Jeanne Crain    | Liz Erickson     |
| Dale Robertson  | Joe Blake        |
| Mitzi Gaynor    | Adelaide Swanson |
| Jean Peters     | Dallas Prewitt   |
| Jeffrey Hunter  | Chad Carnes      |
| Betty Lynn      | Marge Colby      |
| Helen Westcott  | Merry Coombs     |
| Lenka Peterson  | Ruth Gates       |
| Carol Brannon   | Casey Krausse    |
| Natalie Schafer | Cookie Clark     |
| Beverly Dennis  | Janet Shaw       |
| Kathleen Hughes | Jenny Barker     |
| Peggy O'Connor  | June             |